# Gwenllian ferch Llywelyn
Gwenllian ferch Llywelyn ('Gwenllian dochter van Llywelyn', juni 1282 - Sempringham bij Bourne, 7 juni 1337) was de dochter van Llywelyn ap Gruffydd, de laatste prins van een zelfstandig Wales. Na de dood van Llywelyn, slechts een half jaar na haar geboorte, en de verovering van Wales werd het overlevende nageslacht van de regerende prinsen niet direct omgebracht, maar wel gevangengezet. Prinses Gwenllian kreeg van koning Eduard I van Engeland een relatief ruimhartig jaargeld van twintig pond en werd overgebracht naar het afgelegen klooster van de Gilbertijnen in het Oost-Engelse gehucht Sempringham, waar ze bijna vijfenvijftig jaar later overleed.
Hoewel Gwenllians leven historisch gedocumenteerd is, ontstonden later tal van legenden over haar, zodat zij een symbool werd van het streven naar een onafhankelijk Wales. Tot in onze tijd bleef de verloren prinses tot de verbeelding spreken. Zo wist een naar haar genoemde stichting het in september 2009 voor elkaar te krijgen dat een 926 meter hoge bergtop in Snowdonia omgedoopt werd van Carnedd Uchaf naar Carnedd Gwenllian.
In december 2017 verscheen een historische roman over Gwenllian. The Lost Princess, geschreven door Nicki Bullinga en uitgegeven door The Simon de Montfort Society.
- Library of Congress Control Number: no2003057531
- Virtual International Authority File: 39065404
- WorldCat: E39PBJrm6Pp3jRtKhjTKFCCPcP